# 野末悦子
野末悦子（のずえ えつこ、1932年- ）は、日本の産婦人科医師。

## 人物・来歴
東京生まれ。幼時を満州奉天で過ごし、1946年東京に引き揚げる。1957年横浜市立大学医学部を卒業後、東京大学医学部付属病院分院産婦人科に入局、1965年「妊産婦死亡に関する疫学的研究」で東大・医学博士。公立学校共済組合関東中央病院、母子愛育会病院をへて、1971年、久地診療所所長、1982年より川崎協同病院副院長、産婦人科部長。1997年、コスモス女性クリニック開設、院長となる。日本産科婦人科学会、日本母性衛生学会、日本産婦人科医会、日本臨床細胞学会、日本東洋医学会、日本更年期医学会に所属。各地の講演会、テレビ出演などで積極的な活動を展開。

## 著書
- 『いい女の更年期 女、40才からのからだとこころ』 (主婦の友健康ブックス)主婦の友社, 1983.12
- 『女性のからだ 生理と病気の基礎知識』 (新日本新書) 新日本出版社, 1986.12
- 『女の病気Q&A 女医さんがやさしく答える』 (主婦の友社健康ブックス) 主婦の友社, 1986.5
- 『老人ホームに働く婦人の健康手帳』 (ゆたかなくらし・ブックレット) 筒井書房, 1988.6
- 『女のからだbook ティーンから更年期までの月経トラブルの本』 (主婦の友健康ブックス) 主婦の友社, 1990.3
- 『続・いい女の更年期』 (主婦の友健康ブックス) 主婦の友社, 1993.4
- 『女性ホルモン最新療法 更年期を若く、美しく、健康で乗り切る』朝日出版社, 1993.9
- 『更年期 体とこころの変わり目をじょうずに乗り切るために』 (女医さんシリーズ)主婦の友社, 1996.1
- 『更年期をのりきる女性健康手帖』大月書店, 1996.3
- 『野末悦子の女のからだクリニックQ&A』 (主婦の友ミニブックス)主婦の友社, 1997.3
- 『女性の医学 最新版』主婦の友社, 1999.4
- 『すてきな人のイキイキ更年期 基礎の基礎から最新の治療法まで、一から教えます』主婦の友社, 2003.2
- 『老いのヒント』家の光協会, 2007.1
- 『女60代からは、病は気から、老いも気から。 85歳現役医師が明かす、いつまでも若々しく生きるコツ』大和出版, 2017.12

### 共著
- 『妊娠と出産 マイナス1才の育児』 (コレクションファミリエ) 堀口貞夫,堀口雅子共著. ひかりのくに, 1974
- 『女性とガン』坂元正一共著. 赤ちゃんとママ社, 1978.8
- 『女の子のないしょ話 男の子には知られたくない!』角山剛共編著. 二見書房, (ミニ・サラ) 1980.12
- 『男も女も更年期から始めよう 976人に聞いたその時の変化、これからの準備』関谷透,村瀬幸浩,安井礼子,横山博美共著. ゆうエージェンシー, 2001.10
- 『乳がんの早期発見と治療これで安心 見落としのない検査&納得できる治療法を選ぶために』 (ホーム・メディカ安心ガイド) 乳房健康研究会編著, 霞富士雄, 福田護,島田菜穂子, 増田美加共著. 小学館, 2007.9

翻訳
- ジェネル・スバックシャープ『女性と乳がん 克服プログラム』藤原理恵共訳. メディカ出版, 1990.7

### 監修
- 『更年期、わたしの選択 「心とからだの危機」を本音で語る30人の体験』監修. ベストセラーズ, 1997.11
- 『女性の医学百科』 (主婦の友新実用books Clinic) 池下育子共監修. 主婦の友社, 2003.7